# Каравате
Каравате (итал. Caravate) — коммуна в Италии, располагается в провинции Варесе области Ломбардия.
Население составляет 2607 человек, плотность населения составляет 521 чел./км². Занимает площадь 5 км². Почтовый индекс — 21032. Телефонный код — 0332.
Покровителем населённого пункта считается святой Иоанн Креститель. Праздник ежегодно празднуется 24 июня.